# Ligue des champions de la CAF 2009
Navigation
Édition précédente Édition suivante
La Ligue des champions de la CAF 2009 est la 44e édition de la plus importante compétition africaine de clubs mettant aux prises les meilleures clubs de football du continent africain. Il s'agit également de la 13e édition sous la dénomination Ligue des champions de la CAF. 
La compétition débute le 30 janvier 2009 et la finale se joue le 16 novembre 2009.

## Phase qualificative

### Tour préliminaire
Onze équipes sont exemptes de ce tour préliminaire:
- Al Ahly SC
- ES Sahel
- JS Kabylie
- ASEC Mimosas
- Africa Sports
- Asante Kotoko FC
- Al Hilal
- Al Ittihad
- Coton Sport FC
- TP Mazembe
- Ajax Cape Town FC

Le match aller a lieu du 30 janvier au 1er février et le match retour les 14 et 15 février 2009.
Le club du Sporting Clube de Bafatá a déclaré forfait face au Club africain pour des problèmes financiers. Le club du Wallidan FC a également déclaré forfait, par conséquent l'Ittihad Khémisset est qualifié au second tour.
| Match  | Équipe 1             | Résultat | Équipe 2               | Aller | Retour |
| ------ | -------------------- | -------- | ---------------------- | ----- | ------ |
| 1, 2   | Primeiro de Agosto   | 7 - 3    | CARA Brazzaville       | 5 - 2 | 2 - 1  |
| 3, 4   | Canon Yaoundé        | 2 - 1    | InterStar              | 1 - 1 | 1 - 0  |
| 5, 6   | AS Douanes           | 4 - 1    | Ports Authority FC     | 3 - 1 | 1 - 0  |
| 7, 8   | Kano Pillars FC      | 2 - 0    | Elect-Sport FC         | 2 - 0 | 0 - 0  |
| 9, 10  | Club africain        | -        | SC Bafatá forfait      | -     | -      |
| 11, 12 | Djoliba AC           | 4 - 1    | Casa Sport             | 4 - 0 | 0 - 1  |
| 13, 14 | CF Maputo            | 2 - 3    | Kampala City Council   | 2 - 1 | 0 - 2  |
| 15, 16 | Supersport United FC | 8 - 2    | Curepipe Starlight SC  | 3 - 0 | 5 - 2  |
| 17, 18 | Heartland FC         | 10 - 1   | Monrovia Black Star FC | 4 - 0 | 6 - 1  |
| 19, 20 | AS FAR               | 6 - 2    | SC Praia               | 6 - 1 | 0 - 1  |
| 21, 22 | Petro Atlético       | 5 - 1    | Royal Leopards FC      | 3 - 0 | 2 - 1  |
| 23, 24 | EF Ouagadougou       | 4 - 3    | Heart of Lions FC      | 2 - 0 | 2 - 3  |
| 25, 26 | Al Ahly Tripoli      | 7 - 2    | AS Police              | 6 - 0 | 1 - 2  |
| 27, 28 | IZ Khémisset         | -        | Wallidan FC forfait    | -     | -      |
| 29, 30 | ASO Chlef            | 3 - 1    | Fello Star             | 1 - 0 | 2 - 1  |
| 31, 32 | DC Motema Pembe      | 1 - 3    | AS Mangasport          | 1 - 2 | 0 - 1  |
| 33, 34 | Monomotapa United FC | 3 - 2    | Miembeni SC            | 2 - 0 | 1 - 2  |
| 35, 36 | Young Africans FC    | 14 - 1   | Étoile d'or Mirontsy   | 8 - 1 | 6 - 0  |
| 37, 38 | Académie Ny Antsika  | 0 - 6    | US Stade Tamponnaise   | -     | 0 - 6  |
| 39, 40 | ZESCO United FC      | 5 - 1    | Mathare United FC      | 2 - 0 | 3 - 1  |
| 41, 42 | Al Merreikh          | 2 - 1    | ATRACO FC              | 2 - 1 | 0 - 0  |

### Premier tour
Les matchs aller ont lieu du 13 au 15 mars et les matchs retour du 3 au 5 avril 2009.
| Match  | Équipe 1             | Résultat | Équipe 2             | Aller | Retour | Tab   |
| ------ | -------------------- | -------- | -------------------- | ----- | ------ | ----- |
| 43, 44 | Primeiro de Agosto   | 1 - 1    | Canon Yaoundé        | 0 - 1 | 1 - 0  | 5 - 4 |
| 45, 46 | AS Douanes           | 1 - 1E   | Kano Pillars FC      | 1 - 1 | 0 - 0  | -     |
| 47, 48 | Club africain        | 2 - 2E   | Djoliba AC           | 1 - 2 | 1 - 0  | -     |
| 49, 50 | Kampala City Council | 3 - 2    | Supersport United FC | 2 - 1 | 1 - 1  | -     |
| 51, 52 | Heartland FC         | 4 - 2    | AS FAR               | 3 - 1 | 1 - 1  | -     |
| 53, 54 | TP Mazembe           | 5 - 1    | Petro Atlético       | 3 - 0 | 2 - 1  | -     |
| 55, 56 | ASEC Mimosas         | 3 - 0    | EF Ouagadougou       | 2 - 0 | 1 - 0  | -     |
| 57, 58 | JS Kabylie           | 1 - 3    | Al Ahly Tripoli      | 1 - 2 | 0 - 1  | -     |
| 59, 60 | Asante Kotoko FC     | 3 - 3E   | IZ Khémisset         | 3 - 1 | 0 - 2  | -     |
| 61, 62 | ES Sahel             | 2 - 1    | ASO Chlef            | 2 - 1 | 0 - 0  | -     |
| 63, 64 | Coton Sport FC       | 5 - 3    | AS Mangasport        | 2 - 1 | 3 - 2  | -     |
| 65, 66 | Ajax Cape Town FC    | 4 - 4E   | Monomotapa United FC | 3 - 2 | 1 - 2  | -     |
| 67, 68 | Al Ahly SC           | 4 - 0    | Young Africans FC    | 3 - 0 | 1 - 0  | -     |
| 69, 70 | Al Hilal             | 4 - 3    | US Stade Tamponnaise | 3 - 1 | 1 - 2  | -     |
| 71, 72 | Africa Sports        | 0 - 2    | ZESCO United FC      | 0 - 0 | 0 - 2  | -     |
| 73, 74 | Al Ittihad           | 1 - 4    | Al Merreikh          | 1 - 1 | 0 - 3  | -     |

### Deuxième tour
Les matchs aller ont lieu du 17 au 19 avril et les matchs retour du 1er au 3 mai 2009.
| Match  | Équipe 1             | Résultat | Équipe 2             | Aller | Retour |
| ------ | -------------------- | -------- | -------------------- | ----- | ------ |
| 75, 76 | Primeiro de Agosto   | 3 - 3E   | Al Hilal             | 3 - 1 | 0 - 2  |
| 77, 78 | Kano Pillars FC      | 3 - 3E   | Al Ahly SC           | 1 - 1 | 2 - 2  |
| 79, 80 | Djoliba AC           | 1 - 2    | ZESCO United FC      | 0 - 0 | 1 - 2  |
| 81, 82 | Kampala City Council | 1 - 2    | Al Merreikh          | 0 - 1 | 1 - 1  |
| 83, 84 | Heartland FC         | 3 - 2    | Coton Sport FC       | 2 - 1 | 1 - 1  |
| 85, 86 | TP Mazembe           | 1 - 0    | IZ Khémisset         | 1 - 0 | 0 - 0  |
| 87, 88 | ASEC Mimosas         | 1 - 2    | Monomotapa United FC | 1 - 0 | 0 - 2  |
| 89, 90 | Al Ahly Tripoli      | 0 - 2    | ES Sahel             | 0 - 0 | 0 - 2  |

## Phase de groupes

### Groupe A
| Rang | Équipe          | Pts | J | G | N | P | Bp | Bc | Diff |  | Résultats (▼ dom., ► ext.) |     |     |     |     |
| ---- | --------------- | --- | - | - | - | - | -- | -- | ---- |  | -------------------------- | --- | --- | --- | --- |
| 1    | Kano Pillars FC | 11  | 6 | 3 | 2 | 1 | 10 | 8  | +2   |  | Kano Pillars FC            |     | 2-1 | 3-2 | 3-1 |
| 2    | Al Hilal        | 10  | 6 | 3 | 1 | 2 | 7  | 5  | +2   |  | Al Hilal                   | 2-0 |     | 1-0 | 3-1 |
| 3    | ZESCO United FC | 8   | 6 | 2 | 2 | 2 | 8  | 7  | +1   |  | ZESCO United FC            | 1-1 | 2-0 |     | 0-0 |
| 4    | Al Merreikh     | 3   | 6 | 0 | 3 | 3 | 5  | 10 | -5   |  | Al Merreikh                | 1-1 | 0-0 | 2-3 |     |

### Groupe B
| Rang | Équipe               | Pts | J | G | N | P | Bp | Bc | Diff |  | Résultats (▼ dom., ► ext.) |     |     |     |     |
| ---- | -------------------- | --- | - | - | - | - | -- | -- | ---- |  | -------------------------- | --- | --- | --- | --- |
| 1    | TP Mazembe           | 12  | 6 | 4 | 0 | 2 | 11 | 4  | +7   |  | TP Mazembe                 | 1-0 | 5-0 |     | 2-0 |
| 2    | Heartland FC         | 10  | 6 | 3 | 1 | 2 | 9  | 5  | +4   |  | Heartland FC               | 3-0 | 3-1 | 2-0 |     |
| 3    | ES Sahel             | 7   | 6 | 2 | 1 | 3 | 5  | 7  | -2   |  | ES Sahel                   |     | 2-0 | 2-1 | 0-0 |
| 4    | Monomotapa United FC | 6   | 6 | 2 | 0 | 4 | 5  | 14 | -9   |  | Monomotapa United FC       | 2-1 |     | 0-2 | 2-1 |

## Phase finale

### Demi-finales
| Équipe 1     | Résultat | Équipe 2        | Aller | Retour |
| ------------ | -------- | --------------- | ----- | ------ |
| Heartland FC | 5 - 0    | Kano Pillars FC | 4 - 0 | 1 - 0  |
| Al Hilal     | 4 - 5    | TP Mazembe      | 2 - 5 | 2 - 0  |

### Finale
| Aller                         | Heartland FC          | 2 - 1 | TP Mazembe | Dan Anyiam Stadium, Owerri     |                                |
| 1er novembre 2009 18 h 00 GMT | Osanga 24e · Agba 78e |       | 23e Mputu  | Arbitrage : Essam Abd El Fatah | Arbitrage : Essam Abd El Fatah |
| 1er novembre 2009 18 h 00 GMT | Rapport               |       |            | Arbitrage : Essam Abd El Fatah | Arbitrage : Essam Abd El Fatah |

| Retour                      | TP Mazembe         | 1 - 0 | Heartland FC | Stade municipal, Lubumbashi                      |                                                  |
| 7 novembre 2009 18 h 00 GMT | Ezuruike 73e (csc) |       |              | Spectateurs : 35 000 Arbitrage : Mohamed Benouza | Spectateurs : 35 000 Arbitrage : Mohamed Benouza |
| 7 novembre 2009 18 h 00 GMT | Rapport            |       |              | Spectateurs : 35 000 Arbitrage : Mohamed Benouza | Spectateurs : 35 000 Arbitrage : Mohamed Benouza |

## Vainqueur
| Ligue des champions de la CAF Vainqueur 2009 |
| -------------------------------------------- |
| TP Mazembe Troisième titre                   |

## Meilleurs buteurs
| Rang | Joueur            | Club                      | Buts |
| ---- | ----------------- | ------------------------- | ---- |
| 1    | Dioko Kaluyituka  | TP Mazembe                | 8    |
| 2    | Endurance Idahor  | Sporting BAROOMA children | 7    |
| 3    | Victor Namo       | Kano Pillars FC           | 6    |
| 3    | Uche Agba         | Heartland FC              | 6    |
| 3    | Trésor Mputu      | TP Mazembe                | 6    |
| 6    | Muhannad El Tahir | Al Hilal                  | 5    |
| 6    | Enoch Sakala      | ZESCO United FC           | 5    |